# Havre Hamelin
Pour les articles homonymes, voir Havre et Hamelin.
Appelé Hamelin pool en anglais, le havre Hamelin est une baie australienne située à l'intérieur du golfe de l'océan Indien que l'on appelle baie Shark, sur la côte ouest de l'Australie-Occidentale.
Séparée du havre Henri Freycinet par la racine de la presqu'île Péron, elle a été nommée par l'expédition vers les Terres Australes du Français Nicolas Baudin en l'honneur de Jacques Félix Emmanuel Hamelin, capitaine du Naturaliste durant ce voyage d'exploration scientifique du début du XIXe siècle.
On y trouve plusieurs petites îles dont la plus grande est l'île Faure.

## Richesse en biodiversité
Ce site est mondialement connu pour le fait qu'il abrite encore des stromatolithes, concrétions minérales feuilletées dues à des colonies bactériennes. Ces concrétions sont très semblables à celles qui existaient il y a plus de 3,5 milliards d'années et qui sont les fossiles des plus anciennes formes de vie organisée connue. Elles se développent dans les eaux peu profondes et chaudes du fond du golfe, dans la zone intertidale, sur l'estran, et sont donc à découvert à marée basse. Diverses espèces de bactéries produisent diverses sortes de stromatolithes, et leur biodiversité au havre Hamelin est très grande.